# Vlasta Delimar
Vlasta Delimar née à Zagreb le 31 juillet 1956, est une artiste performeuse croate.

## Biographie
En 1977, elle est diplômée de l'École d'arts appliqués de Zagreb (hr). Elle complète sa formation en étudiant l'histoire de l'art et l'ethnologie.
Elle rejoint le collectif d'art conceptuel Grupa šestorice autora (en). C'est un collectif alternatif fondé en 1975 par Mladen Stilinović (hr), Sven Stilinović, Vlado Martek (en), Željko Jerman (hr), Boris Demur (hr), Fedor Vučemilović. Le collectif intervient dans l'espace public, en dehors des institutions pour proposer une autre vision de l'art.
En 1980, elle intervient au foyer étudiant de Zagreb. Elle participe à un défilé de mode, elle est la seule mannequine et est nue. En 2001, pour Šetnja kao lady Godiva, elle se promène dans Zagreb, nue sur un cheval blanc sans autorisation officielle. En 2009, pour Deux hommes et une femme, elle se promène nue en compagnie de deux hommes également nus. Dans cette performance, elle aborde la question de la sexualité du corps âgés. En 2017, dans The Right to an Orgasm at Over 60, elle dénonce le contrôle social sur les corps des femmes âgées.
Sa recherche artistique se concentre sur le corps féminin, sa représentation et son autonomie. Sa pratique parle de sa propre expérience de femme. Elle ne revendique pas une position féministe. Son art et ses œuvres revêtent une aspect féministe.
En 2005, Vlasta Delimar hérite de plusieurs anciens ateliers d'artisanat sur un terrain à Štaglinec, près de Koprivnica. Elle décide de transformer le domaine et les bâtiments en résidence pour artistes. De 2005 à  2015, elle y organise un festival consacré à la performance My Country Štaglinec.

## Expositions
- Moje siromaštvo, musée d’Art contemporain de Zagreb, 1993
- Vlasta Delimar's exhibition Mature Woman, Museum of Contemporary Art Metelkova, Ljubljana, 2014[6]
- Retrospective 1979-2014, musée d’Art contemporain de Zagreb, 2014
- Forty Years of Vlasta Delimar’s Artistic Love, Croatian Fine Artists, 2020[7]